# Szczęśliwi razem
Szczęśliwi razem (ang. Happy Together, 1989) – amerykański film fabularny (komedia romantyczna) z Patrickiem Dempseyem i Helen Slater obsadzonymi w rolach głównych. W filmie, w jednej ze swoich pierwszych ról, wystąpił także gwiazdor Brad Pitt.